# Intervention militaire italienne en Espagne
Pendant Guerre d'Espagne
L'intervention militaire italienne en Espagne a eu lieu pendant la guerre civile espagnole afin de soutenir la cause nationaliste contre la deuxième République espagnole. 

## Histoire
Alors que la conquête de l'Éthiopie lors de la deuxième guerre italo-abyssinienne rendait l'Italie confiante en son pouvoir, Benito Mussolini se joignit à la guerre pour assurer le contrôle fasciste de la Méditerranée. La Marine royale italienne a joué un rôle important dans le blocus méditerranéen, l'Italie fournissant également mitrailleuses, artillerie, avions, chenillettes, l'Aviazione Legionaria et le Corpo Truppe Volontarie (CTV) pour la cause nationaliste. Le CTV italien constituait à son apogée une force de 70 000 hommes. Des navires de guerre italiens ont participé à la levée du blocus de la marine républicaine sur le Maroc espagnol détenu par les nationalistes et ont pris part au bombardement naval de Malaga, de Valence et de Barcelone, détenus par les républicains. 
En 1938, des avions italiens ont effectué la plupart des bombardements à grande échelle, frappant les villes de Barcelone, Alicante, Granollers et Valence, ainsi que les gares de Sant Vicenç de Calders (en) en 1938 et de Xàtiva en 1939. Avec un total de 728 raids sur les villes méditerranéennes espagnoles, l'Aviazione Legionaria a largué 16 558 bombes et fait de nombreuses victimes. À la fin du conflit, l'Aviazione Legionaria avait accumulé un total de 135 265 heures de vol pour 5 318 opérations, larguant 11 524 tonnes de bombes et détruisant 943 unités aériennes ennemies et 224 navires. Au total, l'Italie a fourni aux nationalistes 660 avions, 150 chars, 800 pièces d'artillerie, 10 000 mitrailleuses et 240 000 fusils. 